# 异域志

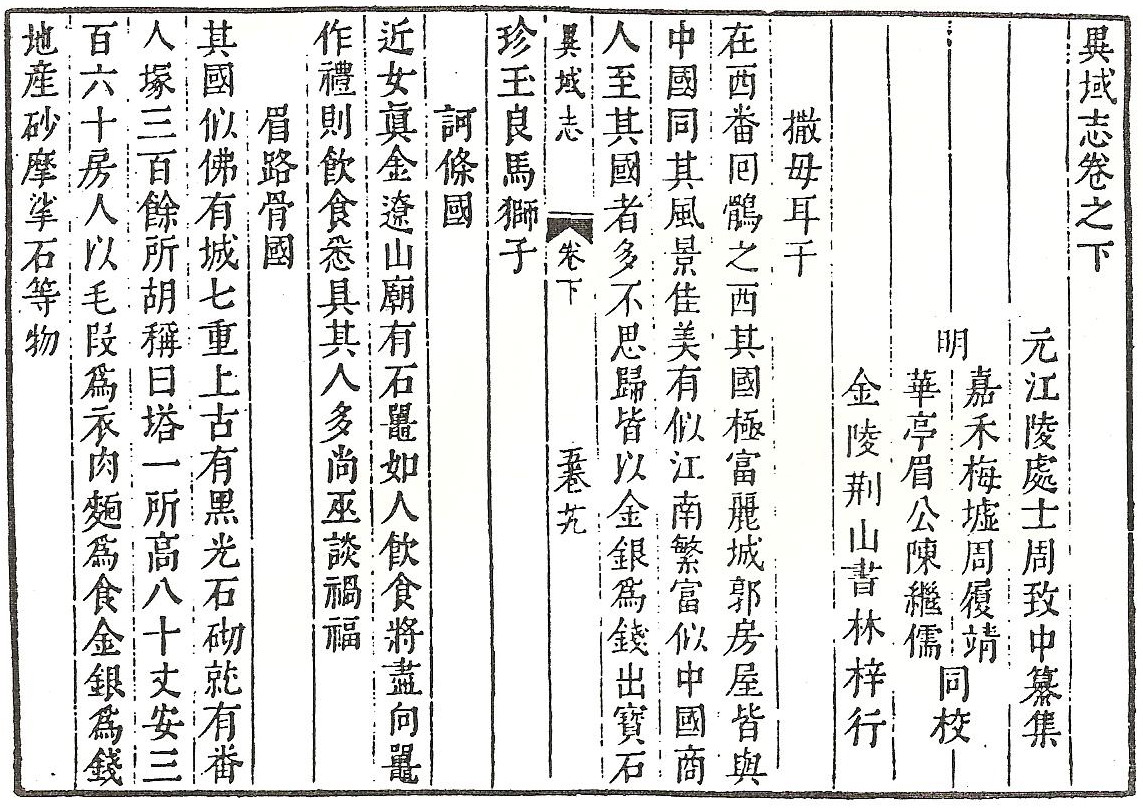
《異域志》書影，明萬曆年間刻本

《异域志》，元代周致中撰的舆地书籍，原名《臝蟲集》，凡二卷。作于明洪武二十二年之后。周致中生卒年不详，曾任元朝知院，并六次出使外国。《臝蟲集》经后人重编，改名为《异域志》。
《异域志》分上下卷，上卷叙述扶桑国，朝鲜国，日本国，木兰皮国，黑契丹，大罗国，回鹘，土蕃，于阗国，龟兹国，焉耆国，斯伽里野国，暹罗国，真腊国，天竺国等82国。
卷下叙述撒母耳干，眉路骨国（或說即君士坦丁堡或羅馬都城，或說即巴尔赫），勿斯里国，顿逊国，白达国，吉慈尼国，单马令国，
佛罗安国，三佛齐国，大食国，大秦国，波斯国，宾童龙国，赤土国，女人国，阿丹，乌孙国，弥舍国，黑间国等123国。

## 備註
1. ↑  鄭舜功於《日本一鑑》一書中同時提到《臝蟲錄》和《異域志》二書，似為不同書籍。郎瑛的《七修類稿》引用：“臝蟲集中所載，老撾國人，鼻飲水漿，頭飛食魚。”《異域圖志》和胡文煥的《新刻臝蟲錄》都有提及老撾國，但《異域志》無此國。
2. ↑  高儒編《百川書志》收有《異域志》：“異域志二卷，不著作者，凡所編入者一百五十八國。”朱謀㙔《藩獻記》在卷二記錄寧獻王朱權有《異域志》1卷。
3. ↑  紀昀《四庫全書總目提要》卷78，“不著撰人名氏。篇首胡惟庸序曰：《臝蟲錄》者，予自吳元年丁未出鎮江陵，有處士周致中者，前元之知院也，持是錄獻於軍門。則此書初名《臝蟲錄》，為周致中所作。又開濟跋曰：是書吾兄得之青宮，乃國初之故物，今吾兄重編，更其名曰《異域志》。則此書名《異域志》乃開濟之兄所更定。”另見，《异域志》附录一 《浙江采集遗书总录》，中华书局 72页

## 外部連結
- （中文）.   [2009-05-10]. （原始内容存档于2020-02-15）.